# Tulij
Tulij (69Tm) je kemijski element z vrstnim številom 69 in simbolom Tm. Spada med lantanoide. Podobno kakor pri lantanoidih je njegovo najpogostejše oksidacijsko stanje +3. V vodni raztopini njegovi ioni, podobno kakor ioni drugih lahkih lantanoidov, z devetimi molekulami vode tvorijo kompleks.
Leta 1879 je švedski kemik Per Teodor Cleve iz redke zemlje erbia izločil dve do tedaj neznani komponenti,ki ju je poimenoval holmia in tulia. To sta bila oksida holmija in tulija. Bolj ali manj čist primerek tulija so pridobili šele leta 1911.
Tulij je 2. najredkejši lantanoid, takoj za radioaktivnim prometijem, ki se na Zemlji nahaja le v sledovih. Lahko ga je obdelovati in ima srebrno siv sijaj. Na zraku se na njem počasi nabere tanka plast oksida. Kljub njegovi visoki ceni in redkosti se ga uporablja kot vir žarkov v prenosnih rentgentskih napravah in laserjih.
Noben pomembnejši tulijev biološki učinek ni znan ter ni strupen.

## Značilnosti

### Fizikalne značilnosti
Čisti tulija ima svetel, srebrn sijaj. Lahko se ga reže z nožem, saj ima trdoto po Mohsu 2 do 3. Je koven in prožen. Feromagneten je pod 32 K, antiferomagneten med 32 K in 56 K ter paramagneten nad 56 K. Tekoči tulij je zelo nestabilen.
Tulij ima dve glavni alotropski obliki:
- tetragonalni α-Tulij in
- bolj stabilni heksagonalni β-Tulij.

### Kemične značilnosti
Na tuliju se na zraku počasi nabere tanka plast oksida, pri temperaturah nad 150 °C pa zgori v tulijev(III) oksid.
Je predcej elektropozitiven, s hladno vodo reagira počasi, z vročo pa predcej hitro, pri čemer nastaja tulijev hidroksid:
2 Tm (s) + 6 H2O (l) → 2 Tm(OH)3 (aq) + 3 H2 (g)
Tulij reagira z vsemi halogeni. Reakcije na sobni temperaturi so počasne, vendar burne nad 200 °C.
2 Tm (s) + 3 F2 (g) → 2 TmF3 (s) (bel)
2 Tm (s) + 3 Cl2 (g) → 2 TmCl3 (s) (rumen)
2 Tm (s) + 3 Br2 (g) → 2 TmBr3 (s) (bel)
2 Tm (s) + 3 I2 (g) → 2 TmI3 (s) (rumen)
Raztaplja se v žveplovi(VI) kislini in tvori raztopine, ki vsebujejo zelene Tm3+ ione, ki obstajajo kot [Tm(OH2)9]. 
2 Tm (s) + 3 H2SO4 (aq) → 2 Tm3+ (aq) + 3 SO2−
4 (aq) + 3 H2 (g)
Reagira z mnogimi kovinskimi in nekovinskimi elementi, pri čemer tvori dvokomponentne spojine: TmN, TmS, TmC2, Tm2C3, TmH2, TmH3, TmSi2, TmGe3, TmB4, TmB6 and TmB12. V teh spojinah tulijevo oksidacijsko stanje variira med 2+, 3+ in 4+, vendar je stanje 3+ najpogostejše in edino zaznano v raztopinah. V raztopinah obstaja samo kot Tm3+. V tem stanju je obkrožen z devetimi molekulami vode. Tulijevi(III) ioni modro luminiscirajo.
Njegov edini znani oksid je Tm2O3, včasih imenovan tudi tulia oz. thulia. Rdeče-vijolične tulijeve(II) spojine lahko nastanejo z redukcijo tulijevih(III) spojin. Nekatere hidrirane tulijeve spojine, kot TmCl3·7H2O in Tm2(C2O4)3·6H2O so zelene oziroma belo-zelene. Tulijev diklorid burno reagira z vodo, pri čemer nastaja Tm(OH)3 in vodik. Kombinacije tulija in halkogenov dajo tulijeve halkogenide.
Tulij reagira z vodikovim kloridom, produkta sta tulijev klorid in vodik. Z dušikovo kislino da tulijev nitrat (Tm(NO3)3).

### Izotopi
Obstajajo tulijevi izotopi od 146Tm do 177Tm. Primarni razpadni način pred najpogostejšim izotopom 169Tm, je zajetje elektrona, za njim pa razpad beta. Razpadni produkti pred 169Tm so erbijevi izotopi, za njim pa iterbijevi izotopi.
Tulij 169 je tulijev najpogostejši in najdolgoživejši tulijev izotop. Je edini izotop tega elementa, za katerega so mislili, da je stabilen, vendar se lahko izkaže, da to pravzaprav ni res. Za 169Tm je drugi najstabilnejši izotop 171Tm z razpolovnim časom 1,92 let. Sledi mu 170Tm z razpolovnim časom 128,6 dni. Ostali izotopi imajo razpolovni čas nekaj minut ali manj.
Vsega skupaj je bilo zaznanih 35 izotopov in 26 nuklearnih izomerov tulija. Večina izotopov z masnim številom manj kot 169 razpade z izsevim pozitrona (β+). Težji izotopi razpadajo z izsevom elektrona (β-).

## Zgodovina
Tulij je odkril Šved Per Teodor Cleve leta 1879, ko je iskal nečistoče v oksidih redkih zemelj (z isto metodo kot Carl Gustaf Mosander, ki je pred Clevejem odkril nekaj drugih lantanoidov). Začel je z odstranjevanjem vseh znanih nečistoč erbie (Er2O3). Po tem je izločil dve novi substanci; rjavo in zeleno. Rjava snov je bil holmijev (III) oksid, ki ga je Cleve poimenoval holmia, zelena pa je bil tulijev(III) oksid, ki ga je po skandinavijski pokrajini Thule.
Včasih je bil tulijev simbol Tu, ki pa so ga kasneje spremenili v Tm.
Tulij je bil tako redek, da ga noben od zgodnjih raziskovalcev ni zadosti, da bi videl zeleno barvo, temveč so se morali zanašati na spektralno analizo, da so vedeli, da je ves erbij odstranjen. Prvi, ki je pridobil bolj ali manj čist tulij, je bil Charles James. Potreboval je kar 15.000 prečiščevanj, da je pridobil homogen material. Tulij visoke čistoče, pridobljen z izmenjavo ionov je na trg prišel v poznih 50. letih 20. stoletja. 
Cena za 99,9% čisti tulij je med 1959 in 1998 nihala med 4 600 ameriških dolarjev in 13 300 ameriških dolarjev. Je drugi najdražji lantanoid, za lutecijem.

## Nahajališča
Tulij ni bil v naravi nikoli najden v čisti obliki, ampak ga najdemo v majhnih količiah v mineralih skupaj z drugimi lantanoidi. Pogost je v mineralih, ki vsebujejo itrij in gadolinij. V grobem s tulij pojavlja v gadolinitu, pa tudi v monazitu, xenotimu in euxenitu. Povprečno ga je v zemeljski skorji 0,5 mg/kg. V prsti ga je ½ delca na milijon (približno enako kot v zemeljski skorji), njegova količina pa lahko variira od 0,4 do 0,8 ppm.
Tulijeva ruda je najpogostejša na Kitajskem, večje zaloge pa imajo tudi Avstralija, Grenlandija, Indija, Tanzanija in ZDA. Vse rezerve tulija ocenjujejo na 100 000 ton.
Tulij je drugi najredkejši lantanoid. Za njim je le radioaktivni prometij.

## Uporaba
Kljub redkosti in visoki ceni ima tulij tudi svoje uporabe.

### Laserji
Tulij se uporablja v laserjih na kristal (angleško solid-state lasers) kot primes v YAGu (yttrium aluminium garnet) skupaj z holmijem in kromom. Ta se uporablja v laserjih z visoko učinkovitostjo.

### Prenosne rentgenske naprave
Kljub visoki ceni se v nuklearnem reaktorju bombardirani tulij uporablja kot vir sevanja v prenosnih rentgenskih napravah. Takšni viri imajo življenjsko dobo okoli enega leta, njihova prednost pa je, da ne potrebujejo veliko zaščite; le malo svinca.
Tulij 170 se uporablja tudi pri brahiterapiji. Ta izotop je tudi eden najpopularnejših za radiografijo v industriji.